# Marian Sypniewski
Marian Sypniewski (Bydgoszcz, 30 de abril de 1955) es un deportista polaco que compitió en esgrima, especialista en la modalidad de florete.
Participó en tres Juegos Olímpicos de Verano, obteniendo en total dos medallas de bronce, ambas en la prueba por equipos: en Moscú 1980 (junto con Adam Robak, Bogusław Zych y Lech Koziejowski) y en Barcelona 1992 (con Piotr Kiełpikowski, Adam Krzesiński, Cezary Siess y Ryszard Sobczak), además de conseguir el quinto lugar en Seúl 1988, también por equipos.
Ganó tres medallas en el Campeonato Mundial de Esgrima entre los años 1978 y 1993.

## Palmarés internacional
| Juegos Olímpicos   | Juegos Olímpicos   | Juegos Olímpicos  | Juegos Olímpicos    |
| Año                | Lugar              | Medalla           | Prueba              |
| ------------------ | ------------------ | ----------------- | ------------------- |
| 1980               | Moscú (URSS)       | Medalla de bronce | Florete por equipos |
| 1992               | Barcelona (España) | Medalla de bronce | Florete por equipos |
| Campeonato Mundial |                    |                   |                     |
| Año                | Lugar              | Medalla           | Prueba              |
| 1978               | Hamburgo (RFA)     | Medalla de oro    | Florete por equipos |
| 1983               | Viena (Austria)    | Medalla de bronce | Florete individual  |
| 1993               | Essen (Alemania)   | Medalla de bronce | Florete por equipos |